# Торнезелло

Торнезелло времён правления дожа Антонио Веньера (1382—1400)

Торнезелло (итал. Tornesello) — средневековая венецианская биллонная монета, которую чеканили в XIV—XVI столетиях для колоний Венеции на территории Греции и Далмации.
Торнезелло начали выпускать в 1353 году. Монета стала подражанием турскому грошу (фр. gros tournois), от которого и получила своё название. На аверсе торнезелло был запечатлён лев святого Марка, в отличие от своего прообраза, на аверсе которого были изображены городские ворота.
В системе денежного обращения колоний Венецианской республики торнезелло был мелкой разменной монетой, равной 3 пикколо или 1⁄4 сольдо.
Последние торнезелло были отчеканены в 1555 году во время правления дожа Франческо Веньера.

## Денежное обращение в венецианских колониях Греции XIII—XIV столетий

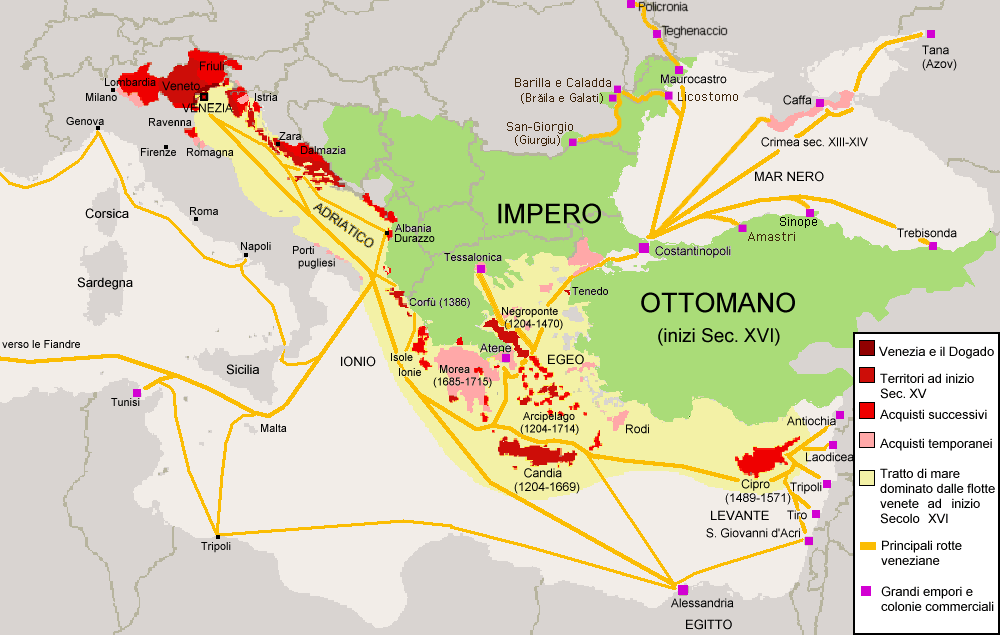
Морские владения Венецианской республики в XV—XVI веках

В 1204 году войска крестоносцев под руководством венецианского дожа Энрико Дандоло захватили Константинополь. В греческих землях на тот момент в обращении находились различные византийские монеты — медные, серебряные и золотые . Венецианцы привнесли в денежное обращение пикколо и гроссо матапан. Широкое распространение получили турские гроши и их подражания. В обороте находились английские стерлинги, равные четырём турским грошам. Эти небольшие денежные единицы не обеспечивали полноценные экономические взаимоотношения. Для крупных расчётов использовались византийские иперпиры. Венецианские дукаты, впервые отчеканенные в 1284 году, хоть и попадали на Балканский полуостров, не получили широкого распространения.
К началу XIV столетия в венецианских колониях на территории Балканского полуострова сложилась такая система денежного обращения, в которой 1 иперпир соответствовал 7 гроссо матапанам, каждый из которых был равен 3 стерлингам по 4 турских гроша каждый. В то же время отмечено значительное уменьшение количества гроссо в денежном обращении. В 1332 году в обращение был введён сольдо, равный12 пикколо, который полностью вытеснил матапан. Гроссо и иперпир к 1340-м годам стали только счётными единицами из-за их отсутствия в обороте. Исходя из того, что один турский грош был эквивалентен 4 пикколо, сольдо в начале своего выпуска соответствовал 3 грошам или английскому стерлингу.

## Введение торнезелло
29 марта 1353 года венецианское правительство начало рассматривать вопрос о введении новой денежной единицы для нужд торговли в своих колониях. Было принято решение о выпуске нового сольдо весом 0,55 г (1⁄432 марки весом 238,5 г) с содержанием 0,53 г чистого серебра. Новые монеты должны были содержать меньшее количество благородного металла по сравнению со старым венецианским сольдо. При этом широкого распространения они не получили. Вскоре для замены широко распространённых турских грошей в денежный оборот была введена ещё одна монета — «торнезелло». Вес новой монеты составил 0,75 г (1⁄320 венецианской марки) при содержании 0,08 г (1⁄9 часть) чистого серебра. На законодательном уровне курс обмена был установлен в 1⁄4 сольдо или 3 пикколо. Содержание серебра в 4 торнезелло (0,33 г) было значительно меньшим по сравнению с новым сольдо (0,53 г), что делало новое подражание турского гроша значительно переоценённой монетой.
Торнезелло были значительно переоценены и относительно гроссо. К примеру, в 1361 году один гроссо приравнивали к 32 пикколо, в то время как он содержал в 21 раз больше серебра по сравнению с торнезелло. Стоимость металла, содержащегося в монете, составляла около 1,5 пикколо (32⁄20), в то время как его должны были принимать к оплате по цене 3 пикколо. Поэтому для венецианского правительства было выгодно чеканить торнезелло. Так, в 1375 году было выпущено 5840000 монет, а в 1386 — 4160000.
Денежный оборот торнезелло обеспечивался несколькими факторами. Данная монета была предназначена исключительно для колоний Венеции, не являясь в самой метрополии законным платёжным средством. Отказ от приёма данных монет по законодательно закреплённому завышенному курсу влёк за собой наложение на виновных крупных штрафов. По закону Грешема — «Худшие деньги вытесняют из обращения лучшие» — торнезелло практически полностью вытеснили из оборота другие монеты, включая венецианские сольдо.

## Внешний вид

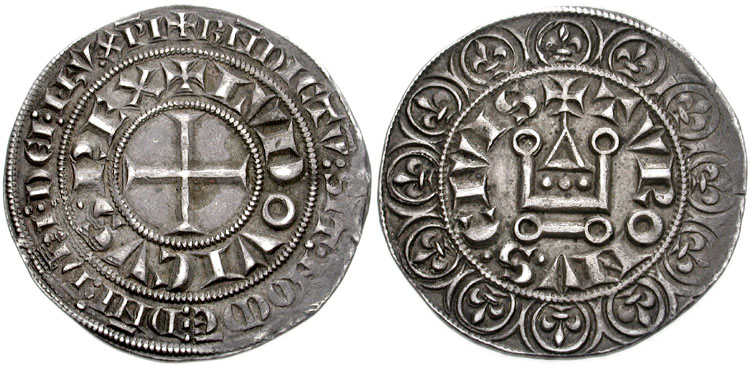
Прототип торнезелло турский грош

Прототип торнезелло — турский грош — на одной стороне монеты содержал символ города (часовня или городские ворота), круговую надпись «TURONUS CIVIS» и 12 лилий по краю монеты. В центре обратной стороны располагался крест с внутренней круговой надписью — именем сюзерена и внешней — «Benedictum sit nomen domini nostri Jesu Christi» (рус. Да будет благословенно имя Господа Бога нашего, Иисуса Христа).
Аверс торнезелло повторял свой французский прототип. В отличие от турского гроша круговая надпись вокруг креста содержала имя дожа. Реверс содержал изображение льва святого Марка и круговую надпись «VEXILIFER VENECIARVM». Учитывая длительность выпуска и несовершенство технологии чеканки монет выделяют множество разновидностей этих венецианских колониальных денег.

## Особенности денежного обращения торнезелло
Торнезелло чеканили около 200 лет — с 1353 по 1555 годы. С самого начала они были переоцененными денежными единицами. Венеция на законодательном уровне запретила их использование на территории метрополии и установила фиксированные обменные курсы в своих колониях. Это привело к стимулированию инфляционных процессов на греческих территориях, подконтрольных Венецианской республике. Согласно закону Грешема — «Худшие деньги вытесняют лучшие» — торнезелло стали самыми использованными в обращении монетами. Выпуск торнезелло был очень выгоден для центрального правительства из-за их переоценённости. Ежегодно миллионы новых торнезелло поступали на рынок, усиливая негативные экономические последствия в греческих колониях Венеции. В отличие от официального курса (1 сольдо = 4 торнезелло) реальный коммерческий установился на уровне 1 сольдо = 6 торнезелло.
Дальнейший выпуск торнезелло стал нецелесообразным после завоевания Османской империей большинства венецианских колоний. В 1555 году их выпуск был прекращён.